# Peter Wuffli

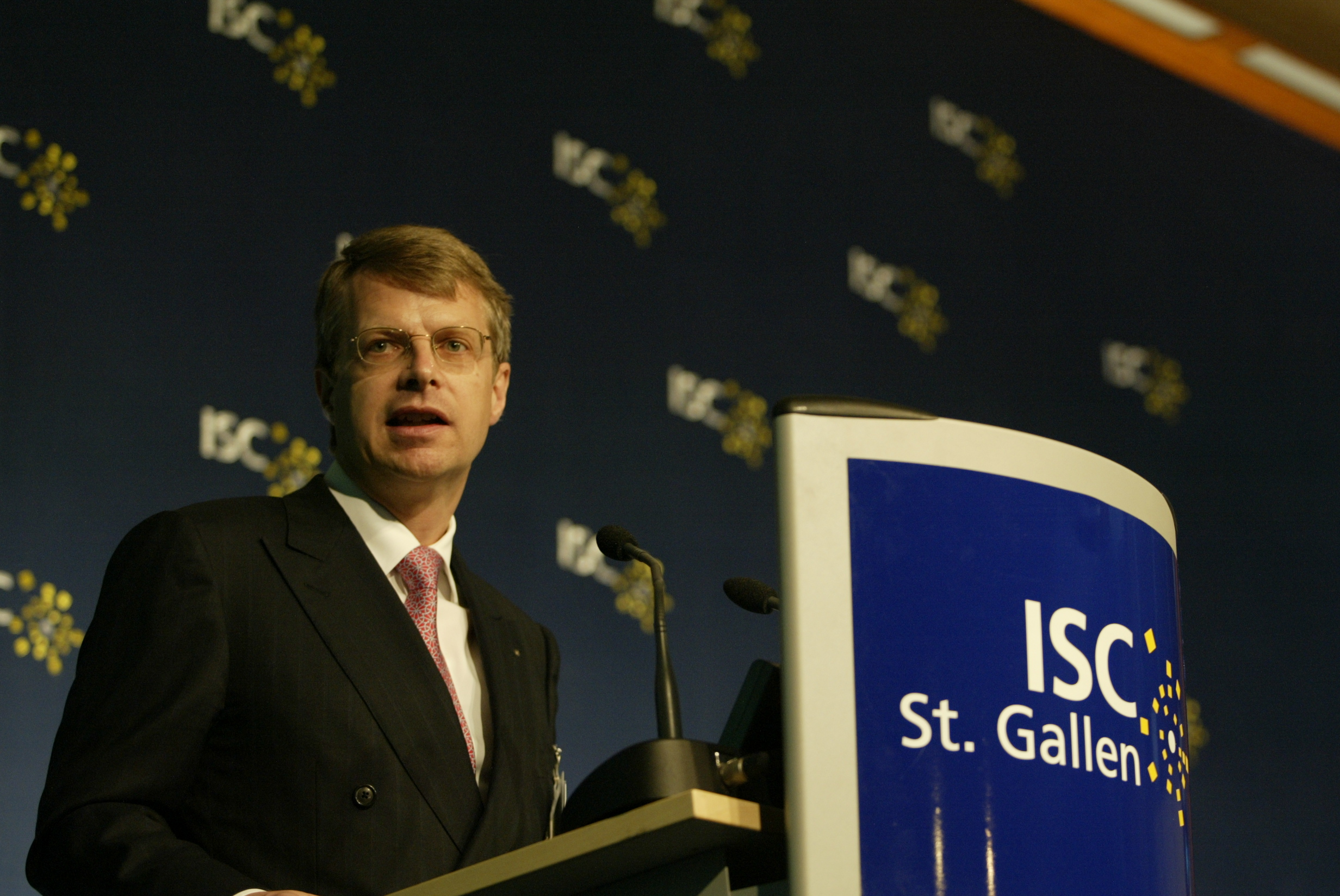
Peter Wuffli im Mai 2005 am 35. St. Gallen Symposium

Peter Andreas Wuffli (* 26. Oktober 1957 in Zürich) ist ein Schweizer Manager.

## Leben
Wufflis Vater Heinz Wuffli (1927–2017) war von 1967 bis 1977 Generaldirektor der Schweizerischen Kreditanstalt. Der Familienname Wuffli leitet sich etymologisch gesehen von der Berufsbezeichnung des Waffelbäckers ab. Peter Wuffli studierte ab 1976 Wirtschafts- und Sozialwissenschaften an der Universität St. Gallen und schloss 1981 mit dem Diplom ab. 1984 wurde er in Betriebswirtschaftslehre promoviert. Parallel zum Studium war er ab 1978 als freier Journalist bei der Neuen Zürcher Zeitung tätig.
1984 stiess er zu McKinsey und wurde dort 1990 „Partner“ (Teilhaber). 1994 wurde er Chief Financial Officer des Schweizerischen Bankvereins und fünf Jahre später nach der Fusion mit der Schweizerischen Bankgesellschaft Vorsitzender von UBS Asset Management. Am 18. Dezember 2001 wurde er Konzernchef (CEO) der UBS. Am 6. Juli 2007 wurde er zum Rücktritt gedrängt. Als Grund gelten Managementfehler, insbesondere die Pleite des UBS-Hedge-Fonds Dillon Read.
2006 gründete Wuffli mit seiner Ehefrau Susanna die Stiftung Elea Foundation for Ethics in Globalization («Elea-Stiftung für Ethik in Globalisierung»). Wuffli vertritt die Elea-Stiftung als Präsident des Stiftungsrates.
Wuffli war Präsident des Verwaltungsrats der Partners Group Holding AG. Er ist Vizepräsident des Verwaltungsrates der Opernhaus Zürich AG sowie Präsident der Lausanner Managementschule IMD. Er ist mit dem Vulgo Ultra Altherr der Studentenverbindung AV Mercuria San Gallensis. Bis Februar 2010 war er Präsident des Vereins Freunde der FDP.
Peter Wuffli ist verheiratet und hat drei Kinder.

## Auszeichnungen
- 2005: European Banker of the Year.[9]

## Werke
- Wirtschaftlicher Nationalismus und Multis in Lateinamerika: Bilanz der beidseitigen Interessen, Wirkungen und Reaktionsweisen. St. Gallen, 1980 (Diplomarbeit)
- Beteiligungsstrategie und wirtschaftlicher Nationalismus: Bestimmungsgründe und Konsequenzen internationaler Investitionsformen am Beispiel schweizerischer Industrieunternehmungen in Mexiko. Rüegger, Diessenhofen 1984. ISBN 3-7253-0238-3 (Dissertation)
- Liberale Ethik. Orientierungsversuch im Zeitalter der Globalisierung. Stämpfli Verlag, Bern 2010, ISBN 978-3-7272-1308-3 [10]
- Inclusive Leadership, A Framework for the Global Era, Springer 2016, ISBN 978-3-319-23560-8

## Dokumentation
- Das neue Leben des Peter Wuffli. In: Rundschau, SRF 1, 28. Oktober 2009 (Video, 13 Min.).